# バージニア・エス

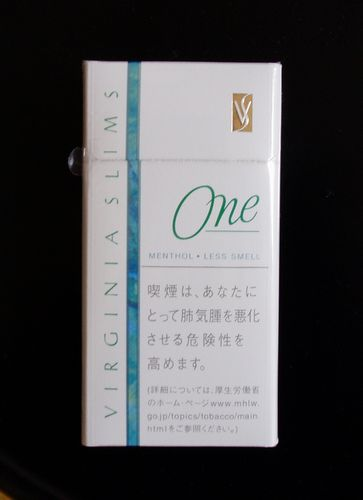
バージニア・スリム・ワン・メンソール
（2005年のパッケージ）

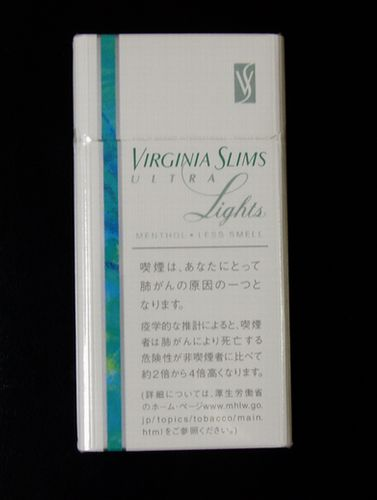
バージニア・スリム・ウルトラライト・メンソール
（2005年のパッケージ）

バージニア・エス（VIRGINIA S.）は、タバコの銘柄の一つ。バージニア・スリム（VIRGINIA SLIMS）から改称した。

## 概要
- 名称の由来は製造元のフィリップモリス社の本拠地があるバージニア州から。
- 広告や商品展開は女性向けを意識したものとなっており、若い女性が好んで吸う銘柄である。
- 2010年9月より、順次「バージニア・スリム」から「バージニア・エス」に名称変更、デュオ以外の銘柄のデザインイメージが統一された。この際に、ノアールはメンソール感を従来品より高めている。

## 製品一覧（日本国内販売製品）

### 現行販売製品一覧
日本向けにおいてはほぼ全ての製品がメンソールであるため、呼称される際は「エス」（改称前は「スリム」）や「メンソール」の語は省かれる事が多く、バージニア・エス・ライト・メンソールは「バージニアの6ミリ」、バージニア・エス・ワン・メンソールは「バージニアのワン」、バージニア・エス・ロゼ・メンソールは「ロゼ」、バージニア・エス・ノアール・メンソールは「ノアール」、バージニア・エス・デュオ・メンソールは「デュオ」、バージニア・エス・アイスパール・5は「アイスパールの5ミリ」となどとほとんど修飾語のみで通称される。

## テレビCM
- かつて、日本国内で放送されたテレビCMは白人女性が出演し、中にはオープンカーの幌をあけたまま洗車機に入れるというユニークなCMも放送された。一方で、一部の禁煙団体が「未成年の少女に喫煙を助長する」と批判した。
- 現在、アメリカ国内ではテレビ、ラジオでのタバコ広告が1971年1月2日より禁止されているが、禁止前最後のCMは1月1日午後11時39分に行われた当銘柄のCM『a 60-second revue from flapper to Female Lib』であった。

## スポンサー
- 1980年代後半、WTAツアー（女子テニス）のタイトル・スポンサーについていた。

（バージニア・スリムス選手権）